# Proclamació de la República Catalana
La proclamació de la República Catalana va ser feta per Francesc Macià a Barcelona el 14 d'abril del 1931.

## Història
Arran de les eleccions municipals del 12 d'abril del 1931, que determinaren la caiguda de la monarquia d'Alfons XIII, Francesc Macià, líder d'Esquerra Republicana de Catalunya -partit triomfador a Catalunya- proclamà de manera unilateral «la República catalana a l'espera que els altres pobles d'Espanya es constitueixin com a Repúbliques, per formar la Confederació Ibèrica» el dia 14 d'abril, poques hores abans que a Madrid es procedís a proclamar la República Espanyola.

### Proclamació a l'Ajuntament de Barcelona
Cap a la una del migdia, Lluís Companys, d'Esquerra Republicana de Catalunya, acompanyat per Amadeu Aragay, Nicolau Battestini, Josep Maria Bertran de Quintana i Ricard Opisso, es presentà a l'Ajuntament de Barcelona, demanant a l'alcalde accidental Antoni Martínez Domingo que li entregués l'alcadia, a la qual cosa va accedir amb una protesta formulària. Aragay va entregar la vara d'alcalde a Companys: «Té, Lluís, ací tens la vara». Mentrestant, uns companys van anar a buscar una bandera republicana a un centre republicà proper i la van isar al balcó de la Casa de la Ciutat, on Companys va proclamar la República Espanyola.

### Proclamació al Palau de la Generalitat
Poc després, Macià es presentà al Palau de la Generalitat, demanant al president de la Diputació de Barcelona, Joan Maluquer i Viladot, que l'hi entregués, a la qual cosa aquest li respongué: «només li cediré el palau per la força», i Macià, posant-li la mà sobre l'espatlla digué: «consideri-ho un acte de força». Aleshores, Macià proclamà des del balcó la «República Catalana dins d'una federació de Repúbliques ibèriques», en compliment del Pacte de Sant Sebastià (1930). Des del mateix Palau de la Generalitat, el periodista Antoni Puch i Ferrer va telefonar la redacció d'El Día Gráfico amb la notícia: «Macià acaba de proclamar la República Catalana, després de dir a Maluquer i Viladot, respectuosament, que sobrava i de posar la bandera catalana en el balcó. [...] després de proclamar Companys, l'espanyola. Hem copat!»

L'enregistrament sonor que ha arribat als nostres dies («proclamo la República Catalana com a estat integrant de la Federació Ibèrica»), no és la proclamació original, sinó la citada a continuació:
| « | Catalans: Interpretant el sentiment i els anhels del poble que ens acaba de donar el seu sufragi, proclamo la República Catalana com Estat integrant de la Federació ibèrica. D'acord amb el President de la República federal espanyola senyor Nicet Alcalá-Zamora, amb el qual hem ratificat els acords presos en el pacte de Sant Sebastià, em faig càrrec provisionalment de les funcions de President del Govern de Catalunya, esperant que el poble espanyol i el català expressaran quina és en aquests moments llur voluntat. En fer aquesta proclamació, amb el cor obert a totes les esperances, ens conjurem i demanem a tots els ciutadans de Catalunya que es conjurin amb nosaltres per a fer-la prevaler pels mitjans que siguin, encara que calgués arribar al sacrifici de la pròpia vida. Preguem que cada català, així com tot altre ciutadà resident a Catalunya, es faci càrrec de l'enorme responsabilitat que ens aquests moments ésser sobre tots nosaltres. Tot aquell, doncs, que pertorbi l'ordre de la naixent República Catalana, serà considerat com un agent provocador i com un traïdor a la Pàtria. Esperem que tots sabreu fer-vos dignes de la llibertat que ens hem donat i de la justícia que, amb l'ajut de tots, anem a establir. Ens apoiem sobre coses immortals com són els drets dels homes i dels pobles i, morint i tot si calgués, no podem perdre. En proclamar la nostra República, fem arribar la nostra veu a tots els pobles d'Espanya i del món, demanant-los que espiritualment estiguin al nostre costat i enfront de la monarquia borbònica que hem abatut, i els oferim aportar-los tot el nostre esforç i tota l'emoció del nostre poble renaixent per afermar la pau internacional. Per Catalunya, pels altres pobles germans d'Espanya, per la fraternitat de tots els homes i de tots els pobles, Catalans, sapigueu fer-vos dignes de Catalunya! Barcelona, 14 d'abril de 1931. El President FRANCESC MACIÀ | » |

Immediatament, Macià començà a exercir-hi el poder i a fer nomenaments i destitucions. Nomenà el general Eduardo López de Ochoa, de la seva confiança com a capità general de Catalunya, en substitució del general Despujols. Lluís Companys fou nomenat governador civil de Barcelona, i formà un gabinet de ministres amb els membres més rellevants del seu partit (vegeu Govern de Catalunya 1931-1932).

### Negociacions amb el govern de la República Espanyola
Tota aquesta seqüència de fets preocupà el govern provisional espanyol i el dia 17, Macià arribà a un pacte amb els ministres Fernando de los Ríos Urruti, Marcel·lí Domingo, i Lluís Nicolau d'Olwer, representants del govern provisional espanyol. En virtut d'aquest acord, la República catalana era rebatejada amb el nom més ambigu de Generalitat de Catalunya, en inexacta recuperació del nom medieval de la Diputació del General.